# Jamuni
Jamuni (en népalais : जमुनी) est un comité de développement villageois du Népal situé dans le district de Bardiya. Au recensement de 2011, il comptait 11 539 habitants.